# Terza Posizione (movimento politico)
Terza Posizione è stato un movimento auto-dichiaratosi trasversale e di terza posizione ma di fatto di matrice neofascista eversiva italiano fondato a Roma, nel 1978, da Giuseppe Dimitri, Roberto Fiore e Gabriele Adinolfi e rimasto attivo fino al 1982.
Nato dalle ceneri dell'organizzazione giovanile Lotta Studentesca, Terza Posizione si propose come movimento nazional-rivoluzionario di rottura nei confronti delle logiche dell'estrema destra del periodo, dichiarandosi equidistante sia dal comunismo che dai modelli della destra reazionaria, capitalista e imperialista.
Il simbolo che venne adottato da Terza Posizione si ispirava alla runa Wolfsangel, termine tedesco che sta a significare il dente di lupo che in passato apparteneva anche alla Panzer-Division "Das Reich". In origine il simbolo sembra derivi da un antico talismano utilizzato per preservare dagli attacchi dei lupi o anche, al contrario, ad indicare lo stesso lupo.

## Storia

### Gli inizi: Lotta Studentesca
La perdita di consenso tra i giovani di destra del Movimento Sociale Italiano che, intorno alla metà degli anni settanta, sospeso su generiche posizioni anticomuniste, aveva perso gran parte della sua capacità attrattiva nei confronti delle fasce più giovanili, aprì un varco nell'area politicamente più a destra che venne in qualche modo colmato con la nascita di diverse entità politiche extraparlamentari.
(Vincenzo Piso da A destra della destra)
Nel 1976, con Ordine Nuovo e Avanguardia Nazionale oramai disciolte per decreto parlamentare, questo clima di desertificazione nella destra giovanile si estese anche all'area delle organizzazioni extraparlamentari. Da queste premesse, nel mese di febbraio di quell'anno, nella Libreria Romana gestita da Walter Spedicato, già militante del Movimento Studentesco della facoltà di Giurisprudenza della Sapienza, si tennero una serie di riunioni che videro la partecipazione, tra gli altri, di tre attivisti neofascisti romani: Gabriele Adinolfi, Giuseppe Dimitri e Roberto Fiore, provenienti rispettivamente dal Fronte Studentesco, da Avanguardia Nazionale e da Ordine Nuovo. Fortemente influenzati dal pensiero di Franco Freda, amico e testimone di nozze di Spedicato, il risultato di quegli incontri fu la nascita di un nuovo movimento, inizialmente nato con l'intenzione di reclutare ed organizzare militanti al fine della lotta contro i due imperialismi degli USA e dell'URSS (da qui “Terza Posizione”).
A metà strada tra il MSI, impantanato nelle logiche partitiche, e lo spontaneismo armato dei Nuclei Armati Rivoluzionari, Terza Posizione si inserì in quel vuoto generazionale intercettando un gran numero di consensi tra i giovani di destra. Con il passare del tempo si fece viva la necessità di ampliare gli orizzonti dell'organizzazione attraverso la creazione di una rivista In questa fase comparve per la prima volta la dicitura Terza Posizione, come sottotitolo della testata Lotta Studentesca.
La linea politica di Lotta Studentesca venne resa pubblica con l'uscita del secondo numero del giornale: “Militare nelle sfere di Terza Posizione significa combattere l'imperialismo russo-americano, rifiutare e sabotare i due fronti politici, commerciali, militari legati al Cremlino ed alla Casa Bianca”.

### L'evoluzione: Terza Posizione
Nel 1978, quando il nome del movimento venne ufficialmente cambiato dai suoi fondatori in Terza Posizione, il gruppo riuscì a diffondersi con grande rapidità soprattutto nella capitale, ma anche nel nord dell'Italia: nel Triveneto, in Umbria, nelle Marche.
(Marcello De Angelis in Fascisteria)
Organizzata in modo verticistico, con a capo i tre fondatori, Adinolfi, Fiore e Dimitri e caratterizzata da un'impostazione militaristica, la struttura romana di TP era divisa per zone di competenza e ogni zona faceva riferimento ad uno o più quartieri della città e veniva presidiata attraverso i Cuib (nido, in rumeno. Termine che identificava la Guardia di Ferro di Corneliu Codreanu): gruppi di militanti composti da tre o quattro attivisti a cui veniva affidata anche la formazione politico-militare dei ragazzi più giovani. Oltre ai Cuib, vennero creati altri due organi interni per la cura dell'aspetto militare: il Nucleo Operativo e la Legione.
(Peppe Dimitri in Neri!)
La crescita del consenso nei confronti di TP crebbe con il passare del tempo e, al fine di organizzare i militanti per le azioni sul territorio, i volantinaggi, i servizi d'ordine nei cortei, venne creato anche una sorta di direttivo nazionale, composto da Marcello De Angelis, Giancarlo Laganà, Fabrizio Mottironi, Vincenzo Piso e Roberto Nistri. Quest'ultimo divenne sempre più importante all'interno del movimento, fino ad essere considerato il numero quattro, soprattutto per la sua capacità organizzativa. Fra i militanti romani più attivi c'erano anche Nanni De Angelis, Andrea Insabato, Massimo Taddeini, Corrado Bisini, Claudio Lombardi, Gherardo Maria De Carlo e Francesco Buffa, mentre il primo gruppo non romano ad aderire a TP fu quello siciliano, guidato da Francesco Mangiameli.

### L'ideologia: l'equidistanza
L'apparato ideologico alla base di Terza Posizione si discostò da quello delle omologhe organizzazioni neofasciste extraparlamentari, sia per l'aspetto movimentista che, soprattutto, per la rivendicazione di una posizione di equidistanza dalla sinistra marxista e dalla destra capitalista e conservatrice: i primi, secondo TP, asserviti all'Unione Sovietica e gli altri, asserviti agli Stati Uniti.
Un'impostazione concettuale che andava a scontrarsi, inevitabilmente, contro la linea del Movimento Sociale Italiano dettata dall'allora segretario Almirante che, sempre più proteso a ricostruire un'immagine atlantista e di governo del suo partito al fine di rompere l'isolamento dell'MSI e di conquistare la fiducia degli altri soggetti dell'arco costituzionale, vedeva impoverirsi il consenso proveniente dai giovani attivisti che sempre più spesso cercavano riferimenti politici nei vari movimenti extraparlamentari della destra radicale.
Spinti da un socialismo nazionale che guardava con favore ai movimenti di liberazione nazionale e alla tradizione del fascismo rivoluzionario, come tanti movimenti di estrema destra, anche TP aveva tra i suoi riferimenti ideologici Julius Evola, da cui apprendere soprattutto insegnamenti che attenevano al piano filosofico e dottrinario e Pierre Drieu La Rochelle e la sua idea di un'Europa socialista, unita, anticapitalista e antiborghese.
I militanti TP guardavano con favore anche alle esperienze nazionaliste di Juan Domingo Perón, in Argentina e a quella del leader rumeno Corneliu Zelea Codreanu, comandante della Guardia di Ferro nel primo dopoguerra che, secondo loro, conservavano ancora intatta quella carica rivoluzionaria che invece stata dispersa dal fascismo italiano nel periodo di governo. Oltre alla concezione peronista di una politica di equidistanza (da URSS e USA), mirata a rilanciare l'idea della sovranità nazionale e popolare, dall'esempio di queste dottrine, i dirigenti tippini trassero ispirazione anche riguardo ai canoni gerarchici e di disciplina militare come la volontaria sottomissione alle regole ed alla gerarchia di comando.
L'idea fondante dell'identità politica di Terza Posizione di equidistanza dai blocchi imperialistici russo e americano portò il movimento, contrariamente alla vecchia destra eversiva, a schierarsi apertamente contro alcune dittature sudamericane come quella di Videla e a solidarizzare anche con alcuni movimenti anti-imperialisti e di liberazione nazionale come quello palestinese, iracheno e per quello sandinista nicaraguense, guidato dal nazional-socialista Edén Pastora.

### L'eversione: il doppio livello
Nel 1979 il livello dello scontro politico in Italia raggiunse forse il suo picco e, pur non essendo mai stato coinvolto direttamente, come movimento, in attentati che causarono morti, alcuni componenti di Terza Posizione impugnarono le armi e decisero di passare la soglia della lotta eversiva, soprattutto attraverso l'adesione ai Nuclei Armati Rivoluzionari.
Il 14 dicembre 1979, in Via Alessandria, a Roma, l'equipaggio di un'auto civetta della Polizia di Stato nota tre ragazzi che trasportavano alcuni scatoloni da un sottoscala ad un'automobile. Sono i capi del Nucleo Operativo di TP, Roberto Nistri e Giuseppe Dimitri che, assieme ad Alessandro Montani e Gherardo Maria De Carlo, dopo una breve sparatoria vengono bloccati dagli agenti e portati agli arresti.
Dalla perquisizione dello stabile che ne seguì emerse un vero e proprio arsenale composto da mitra, pistole, fucili, e tritolo. Furono rinvenute anche divise da ufficiale della Guardia di Finanza e da metronotte mentre, nel bagagliaio dell'auto, vennero rinvenuti alcuni scatoloni contenenti bombe a mano. Quando i tre vengono perquisiti, gli agenti rinvengono dei documenti in possesso di Dimitri e, tra le varie carte, trovano anche un rapporto sul KGB in Europa, consegnato pochi giorni prima da Stefano Delle Chiaie a Dimitri in un incontro a Parigi e destinato alla pubblicazione sulla rivista Confidentiel, diretta da Mario Tilgher (padre di Adriano), e spedita a personalità della massoneria come Licio Gelli. Un rapporto che dimostrerebbe una frequentazione di ambienti golpisti e anticomunisti che non lega con le spinte rivoluzionarie e della nuova generazione militante di TP.
In primo grado, Dimitri viene condannato a nove anni mentre Nistri e Montani se la cavano con una pena di un anno e dieci mesi di reclusione. Anche a causa di questi arresti, il movimento entrò nel mirino della magistratura italiana e gli inquirenti ipotizzarono l'esistenza di un doppio livello di TP, uno strettamente politico e alla luce del sole, ed un secondo più occulto e militare, utilizzato per azioni eversive e con a capo proprio Dimitri, De Carlo e Nistri.
L'arresto dei tre, comunque, comportò l'inizio di un progressivo distacco del loro nucleo operativo da TP e ad un'emorragia di militanti dalle file del movimento verso i Nuclei Armati Rivoluzionari.

### L'implosione: gli arresti
L'arresto dei due leader vide anche catapultare alla testa del nucleo operativo di TP Giorgio Vale che, nel tempo, sottrarrà il nucleo al controllo di Fiore e Adinolfi e contribuirà all'uscita definitiva di diversi militanti da TP.
La storia di Terza Posizione, però, cambia radicalmente il suo corso dopo la strage di Bologna. Già nelle ore che seguono l'attentato, il Presidente del Consiglio, Francesco Cossiga ipotizza la matrice fascista della strage, una pista investigativa che la stessa magistratura perseguirà sin dall'inizio. Tra le varie piste che vennero battute ce ne fu una legata alle dichiarazioni di Angelo Izzo, uno dei tre colpevoli del massacro del Circeo, che divideva le responsabilità tra Terza Posizione e NAR: Luigi Ciavardini, Nanni De Angelis e Massimilano Taddeini come esecutori materiali, con Valerio Fioravanti e Francesca Mambro di copertura. Le sue dichiarazioni verranno poi ritenute inattendibili per De Angelis e Taddeini, ed invece credibili per Ciavardini.
Il 28 agosto 1980, la procura di Bologna emette ventotto ordini di cattura, due dei quali a carico dei leader di TP, Fiore ed Adinolfi, che però si sottraggono all'arresto espatriando. Il 23 settembre successivo è invece la magistratura romana a ordinare un blitz contro dirigenti e militanti tippini in cui vengono compiuti dieci arresti, centocinquanta perquisizioni e comunicazioni giudiziarie ed altri otto ordini di cattura notificati a persone già in carcere per:
(Ordine di cattura del 23 settembre 1980)
Tra i militanti sfuggiti agli arresti ci fu anche Nanni De Angelis il quale, assieme a Luigi Ciavardini anch'egli latitante per l'omicidio Evangelisti, il 3 ottobre 1980 si recò ad un appuntamento al fine di ottenere documenti falsi e sostegno economico. Nei pressi di piazza Barberini però i due furono bloccati dalla polizia, tratti in arresto e, secondo altre fonti, massacrati di botte. Il 5 ottobre successivo De Angelis fu ricoverato in ospedale ma nella stessa mattinata fu dimesso e riportato nel carcere di Rebibbia dove, il giorno stesso, fu ritrovato impiccato nella propria cella. La versione della polizia che fu immediatamente pubblicata sui giornali parlò di suicidio.
A questo punto Terza Posizione si ritrova ad essere un'organizzazione semi-clandestina, con una ventina di militanti latitanti e senza i mezzi e la logistica adeguati per gestire l'evento e presto i primi ricercati iniziano a cadere nelle maglie della giustizia, mentre i quadri dirigenti decidono di tentare l'espatrio. Nella primavera del 1981, Adinolfi, Fiore, De Angelis, Spedicato e Insabato raggiungono quindi l'Inghilterra, mentre gli altri leader vengono invece tutti arrestati e TP rimane decapitata dei suoi quadri dirigenti.
Nel 1981 l'attività di TP in Italia è affidata quasi esclusivamente a militanti minorenni, guidati da due capi dei Cuib, Luca Olivieri e Nicola Solito, che possono contare solo sull'appoggio dei veterani Claudio Scotti e Patrizio Nicoletti. L'unica attività del gruppo si riduce quindi alla sola redazione e diffusione di una piccola rivista di stampo culturale, Gioventù Nuova.
Nel settembre di quello stesso anno, Enrico Tomaselli, dopo aver a lungo parlato con i dirigenti a Londra, torna in Italia con l'intenzione di riorganizzare TP: forma un direttivo nazionale e articola quindi il movimento in gruppi territoriali, dando vita anche ad una rivista, settembre, attorno al quale cerca di aggregare nuovi aderenti e vecchi militanti. Il tentativo di Tomaselli, di finanziare TP con azioni illegali, fallisce ben presto e con esso anche la capacità di far rinascere il movimento. Secondo Roberto Nistri:
(Roberto Nistri in Il piombo e la celtica)

### I rapporti con i Nuclei Armati Rivoluzionari
Del rapporto di Terza Posizione con gli altri gruppi della destra extraparlamentare degli anni settanta, quello con i Nuclei Armati Rivoluzionari fu senz'altro il più intenso e stretto, seppur molto conflittuale. Infatti, se la proclamata ostilità verso le vecchie formazioni della destra eversiva, come Avanguardia Nazionale e Ordine Nuovo o anche le dirette discendenti come Costruiamo l'azione, considerate asservite alle logiche golpiste e stragiste della strategia della tensione, era comunque frutto di una distanza ideologica e politica, la comunanza d'intenti tra lo spontaneismo armato dei Nuclei Armati Rivoluzionari e lo spirito nazional-rivoluzionario di Terza Posizione fu inizialmente motivo di condivisione tra i due gruppi.
Nel 1979, la voglia di alzare il livello dello scontro con i rappresentanti dello stato portò di fatto diversi attivisti di TP, come Giorgio Vale, Luigi Ciavardini, Stefano Soderini, Gherardo Maria De Carlo e Pasquale Belsito a sdoppiare la propria militanza politica e, pur mantenendo la propria adesione a TP, ad unirsi ai NAR di Valerio Fioravanti nel loro progetto di lotta armata.
In una seconda fase, però, i rapporti tra le due organizzazioni andarono sempre più disfacendosi, soprattutto quando i Nuclei Armati Rivoluzionari iniziarono a maturare una certa insofferenza verso ambienti della destra radicale che, secondo il loro pensiero, si erano resi protagonisti di una strategia doppiogiochista mirata essenzialmente allo sfruttamento dei giovani militanti da parte dei loro superiori nelle azioni più pericolose, al fine di trarne un vantaggio dei frutti delle stesse. Verso la fine della loro storia, infatti, i NAR decisero di abbandonare l'obbiettivo primario della lotta armata contro lo Stato in favore di una serie di vendette e di regolamenti di conti del tutto interni alla destra eversiva contro delatori, traditori e profittatori.
La stessa fuga dei dirigenti di TP all'estero, dopo le denunce e gli arresti del 1980, fu letta dai NAR come un vile comportamento degli stessi nei confronti degli altri militanti tippini a cui seguirono anche le accuse a Fiore ed Adinolfi di avere portato con loro la "cassa" del movimento, lasciando intuire che i leader di Terza Posizione avessero lasciato allo sbando il movimento. Un comportamento non più accettabile dagli stessi Nuclei Armati Rivoluzionari che, in più di un'occasione, cercarono addirittura di uccidere Fiore ed Adinolfi.
Il 9 settembre del 1980, un commando dei NAR formato da Valerio e Cristiano Fioravanti, Francesca Mambro e Dario Mariani, insieme a Giorgio Vale uccisero a Roma, nella pineta di Castelfusano, Francesco Mangiameli, leader siciliano di Terza Posizione, il cui corpo verrà poi occultato in un laghetto nei pressi di Tor de' Cenci, immerso con dei pesi per evitare che tornasse a galla e riemerso due giorni dopo l'omicidio.
L'accusa mossagli dai NAR era quella di aver tenuto per sé il denaro affidatogli con l'incarico di organizzare l'evasione del terrorista nero Pierluigi Concutelli. Nel volantino di rivendicazione, Francesca Mambro, scrisse di aver « giustiziato il demenziale profittatore Francesco Mangiameli degno compare di quel Roberto Fiore e di quel Gabriele Adinolfi, rappresentanti della vigliaccheria cronica». Nel processo di appello per la Strage di Bologna, venne mossa la tesi che Mangiameli potesse essere stato testimone degli accordi presi da Valerio Fioravanti con alcune persone, in vista dell'omicidio del politico democristiano Piersanti Mattarella. Tuttavia l'omicidio Mattarella fu in seguito attribuito alla Mafia, e nel processo d'appello il mafioso Francesco Di Carlo affermò di avere saputo dal boss Bernardo Brusca che l'assassino di Mattarella era Antonino Madonia e che la "pista nera" sarebbe nata dal fatto che Fioravanti assomigliava a Madonia.
Il 6 gennaio 1981, la campagna di vendette dei NAR colpì un altro militante tippino: Luca Perucci, ucciso a soli diciott'anni sotto casa, a Roma, con un colpo di pistola alla testa. Da poco ascoltato dai magistrati nell'ambito delle indagini per la strage di Bologna e accusato dai NAR di aver fornito informazioni utili agli inquirenti, Perucci venne colpito a morte da Pasquale Belsito. Anche in questo caso nel volantino di rivendicazione, i NAR scriveranno di aver «giustiziato l'infame delatore Luca Perucci che aveva permesso l'attacco della magistratura bolognese contro le formazioni rivoluzionarie».

### La fine: il processo
Il 30 aprile del 1982 Adinolfi e Spedicato rientrano in Italia dove ritrovano un movimento apparentemente diviso tra due strade: la deriva verso la lotta armata o la fuga ideologica dall'estrema destra radicale, ritenuta un ambiente da alcuni troppo compromesso con il potere.
La leadership di Tomaselli viene messa sotto accusa per aver coinvolto il movimento nella lotta armata e per averlo portato politicamente su posizioni di sinistra arrivando a proporre l'ammissione di TP all'Internazionale Socialista. Con il loro ritorno, i due leader riescono anche a chiarire le loro posizioni nei confronti dei NAR, ormai egemonizzati da molti ex tippini.
(Fabrizio Zani in Il piombo e la celtica)
Nel settembre del 1982, dopo un incontro tra Tomaselli, Adinolfi e Spedicato svoltosi a Lignano Sabbiadoro, a nome del gruppo storico, Adinolfi termina l'esperienza di TP e scioglie ufficialmente l'organizzazione. Il 17 ottobre successivo, Adinolfi assieme a Spedicato, ancora latitanti, fuggono nuovamente all'estero e stabiliscono a Parigi la loro nuova dimora.
Il processo ai militanti di Terza Posizione iniziò il 23 settembre 1984, quattro anni dopo l'emissione dei mandati di cattura: al movimento essenzialmente vennero attribuiti atti eversivi compiuti da ex militanti passati nel frattempo ai NAR.
I magistrati accolsero la tesi dell'accusa secondo la quale TP rappresentava un pericolo potenziale e che al suo interno si fosse sviluppato un doppio livello sovversivo: il primo che coinvolgeva i dirigenti nazionali Adinolfi, Fiore e Dimitri assieme alle altre figure di punta del Nucleo Operativo (che furono tutti condannati), ed un secondo comprendente esclusivamente i dirigenti romani (molti dei quali furono assolti).